# التشرد في اليابان

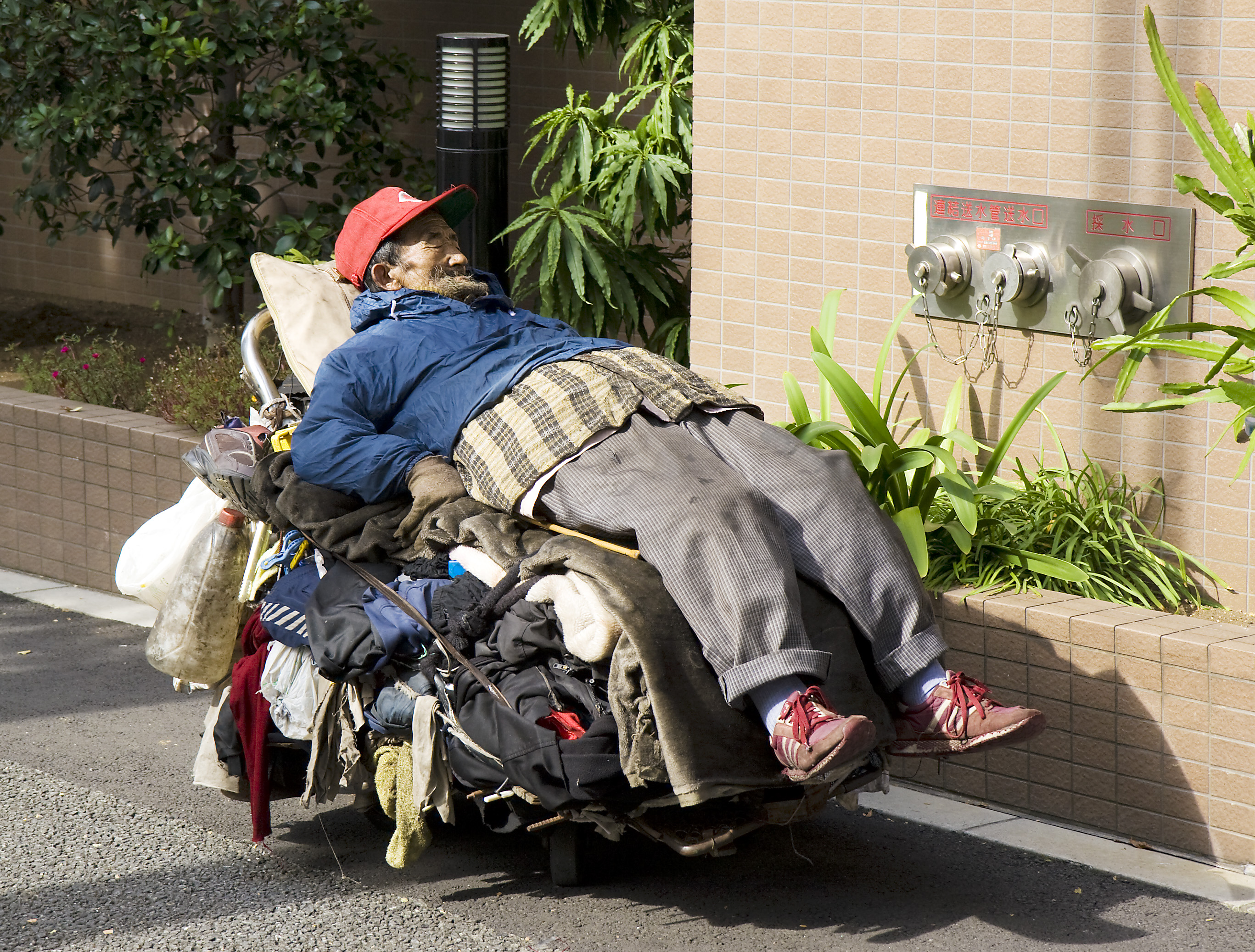
رجل بلا مأوى ينام في طوكيو

التشرد في اليابان (ホームレス، 浮浪者) هي مشكلة اجتماعية تؤثر في المقام الأول على الذكور في منتصف العمر وكبار السن. يعتقد أن التشرد بلغ ذروته في التسعينيات نتيجة لانهيار فقاعة أسعار الأصول اليابانية، ثم انخفض إلى حد كبير منذ ذلك الحين.

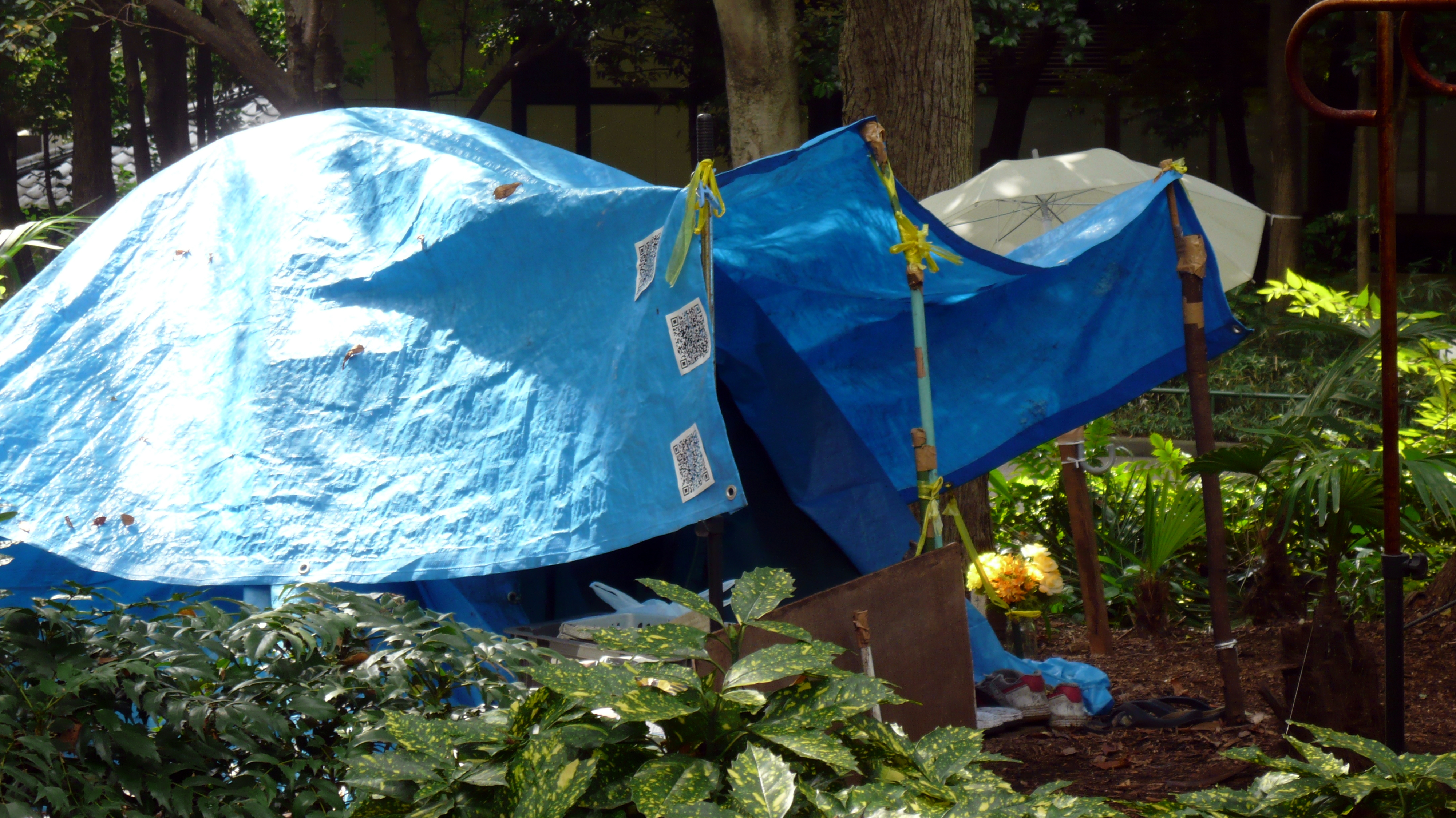
خيمة للمشردين في شينجوكو.

## تصنيف

### تعريف
وفقًا "للقانون الخاص فيما يتعلق بدعم الحكم الذاتي للسكان المشردين" (باليابانية: ホームレスの自立の支援等に関する特別措置法)، يتم تعريف مصطلح "المشردين" على أنهم "أولئك الذين يستخدمون حدائق المدينة وضفاف الأنهار، الطرق ومحطات القطارات وغيرها من المرافق كمكان إقامتهم ليعيشوا حياتهم اليومية".

### التسمية
تشمل تسمية المشردين في اليابان hōmuresu (ホームレス، من كلمة "بلا مأوى" بالإنجليزية)، وfurousha (浮浪者، وتعني "الشخص المتجول")، وkojiki (乞食، وتعني المتسول)، وrunpen (ルンペン، من الألمانية Lumpen). في الآونة الأخيرة، تم استخدام nojukusha (野宿者، "الشخص الذي ينام في الخارج") وnojuku roudousha (野宿労働者، "العامل الذي ينام في الخارج") لتجنب الدلالات السلبية المرتبطة بكلمة "بلا مأوى".

## إحصائيات
ووفقا لمسح أجرته وزارة الصحة والعمل والرفاهية في الفترة من يناير إلى فبراير 2003، بلغ إجمالي عدد المشردين في اليابان في ذلك الوقت 25296. ومع ذلك، وفقًا لمسح آخر أجرته الوزارة بحلول يناير 2007، انخفض العدد إلى 18564 بسبب الانتعاش الاقتصادي في جميع أنحاء اليابان. في ذلك الوقت، كان الرجال في منتصف العمر وكبار السن يمثلون 95% من السكان المشردين، وكان متوسط العمر 57.5 عامًا.
في عام 2001، ذكرت الحكومة أن هناك ما يقرب من 25000 شخص بلا مأوى في اليابان. في ذروتها في عام 2003، أحصت وزارة الصحة والعمل والرعاية الاجتماعية حوالي 25269 شخصًا بلا مأوى في جميع أنحاء اليابان. في عام 2018، بلغ عدد المشردين في اليابان 4,977 (4,607 ذكرًا و177 أنثى و193 شخصًا جنس غير محدد). في عام 2020، بلغ عدد المشردين 3992 (3688 ذكرًا و168 أنثى و136 مغمورًا)، بانخفاض قدره 12.4% عن عام 2019. عثر على أكبر عدد من المشردين في منطقة أوساكا الحضرية (1038 شخصًا)، تليها منطقة طوكيو الحضرية (889 شخصًا) ومحافظة كاناغاوا (719 شخصًا).